# Distretto di Sucre
Il distretto di Sucre è uno dei dodici distretti  della provincia di Celendín, in Perù. Si trova nella regione di Cajamarca e si estende su una superficie di 270,98 chilometri quadrati.

Istituito il 2 gennaio 1857, ha per capitale la città di Sucre; al censimento 2005 contava 5.816 abitanti.